# Edson Tovar
Edson David Tovar Urbina (Valencia, Carabobo, 14 de septiembre de 2004) es un jugador de baloncesto venezolano que pertenece a la plantilla de Trotamundos de Carabobo de la Superliga Profesional de Baloncesto de Venezuela. Con 1,82 metros de estatura, juega en la posición de base.

## Trayectoria
Nacido en Venezuela, es un base formado en los Toros de Aragua.
En la temporada 2022-23, jugaría con los Toros de Aragua en la Superliga Profesional de Baloncesto (SPB), con el que disputó 24 encuentros, promediando 15.1 puntos, 3.3 rebotes, 2.7 asistencias y 2.5 robos. Además, sería nombrado Mejor Joven y Mejor Novato del año y le sirvió para ser el jugador más joven en participar en el All-Star.
El 15 de mayo de 2023, firma por tres temporadas con el Club Baloncesto Gran Canaria y sería asignado a su filial de la Liga LEB Plata.
Fue repatriado por los Trotamundos de Carabobo en mayo de 2024 para disputar la SPB.

## Selección nacional
En 2023 disputó los V Juegos del Alba con la selección sub-23 de Venezuela.